# 生命表
在精算學中，生命表（也稱死亡率表或精算表）是一個表。其中顯示一個人在每一個年齡，他在下一個生日前死亡的概率。運用這個概率和統計學算式，可得出多項統計數據，而這些數據也會列入生命表中。這些數據包括：
- 一個人在每一個年齡，他在下一個生日時生存的概率
- 人們在不同的年齡的預期壽命
- 原有出生的一群人仍然活著的比例
- 估計原有出生的一群人的長壽性

## 保險中的應用
為了就保險產品定價，並確保保險公司保留充足的儲備以維持償付能力，精算師必須預測今後的投保事件（如死亡，疾病，殘疾等）。為了做到這一點，精算師為這些事件的起因、數額和發生時間開發出數學模型。他們通過研究事件在過去的發生率和嚴重性，隨而預期導致這些事件出現的原因如何隨著時間而改變（例如預期壽命在將來是否仍會繼續增加），由此預期在將來這些事件出現的時間和數目。這些預期通常會以百分比列表表達，百分比表示了根據年齡或其他相關的人口特徵，事件在某一人口中出現的數目。更具體地說，列表會被稱為死亡率表（如果列表提供死亡率），或是發病率表（如果列表提供殘疾和復原比率），或是被作其他名字（視乎列表提供的比率而定）。
電腦面世以及關於個人的數據收集的擴散，導致對不同用途的精算表的計算方法產生根本的變化。除此以外，也為一些院校提供了各種新興的方法，把一系列非傳統行為（如賭博、債務負荷）作為因素計入專門計算中，以作評估風險之用。

## 數學
這裡有幾個計算例子以說明生命表的使用。對於從來沒有研究過概率理論的人而言，這些例子可能不是顯而易見的，但希望能為對離散概率論已有一定認識的人引入新的思路。
- {\displaystyle q_{x}}：剛踏入{\displaystyle x}歲，但將於{\displaystyle (x+1)}th歲生日前死亡的機率
- {\displaystyle p_{x}}：由{\displaystyle x}歲至{\displaystyle (x+1)}歲仍然存活的機率

{\displaystyle p_{x}=1-q_{x}}
- {\displaystyle l_{x}}：至{\displaystyle x}歲仍然存活的人數

注意，這是基於出發點{\displaystyle l_{0}}個生命，通常取生存人數100,000，並稱此單位為基數。
{\displaystyle l_{x+1}=l_{x}\cdot (1-q_{x})=l_{x}\cdot p_{x}}
{\displaystyle {l_{x+1} \over l_{x}}=p_{x}}
- {\displaystyle d_{x}}：在{\displaystyle x}歲死亡的人數

{\displaystyle d_{x}=l_{x}-l_{x+1}}
- {\displaystyle {}_{t}p_{x}}：剛踏入{\displaystyle x}歲時，某人會多存活{\displaystyle t}年的機率，即至少存活至{\displaystyle x+t}歲

{\displaystyle {}_{t}p_{x}={l_{x+t} \over l_{x}}}
- {\displaystyle {}_{t|k}q_{x}}：某人在剛踏入{\displaystyle x}歲時，會多存活{\displaystyle t}年，然後在未來{\displaystyle k}年內死亡的機率

{\displaystyle {}_{t|k}q_{x}={}_{t}p_{x}\cdot {}_{k}q_{x+t}={l_{x+t}-l_{x+t+k} \over l_{x}}}

## 生物學
當生物學家用生命表時，他們通常還包括每一個年齡的生育率。額外採用的參數是
- {\displaystyle m_{x}}：一個歲數為{\displaystyle x}的個體的預計後代數目

## 外部連結
- 台灣生命表統計
- Human Life Table Database (HLD) （页面存档备份，存于）
- Human Mortality Database (HMD) （页面存档备份，存于）
- Australian Human Mortality Database (AHMD) （页面存档备份，存于）
- Canadian Human Mortality Database (CHMD) （页面存档备份，存于）
- The Japanese Mortality Database (JMD) （页面存档备份，存于）
- United States Mortality Database (USMDB) （页面存档备份，存于）
- Latin American Human Mortality Database (LAHMD) （页面存档备份，存于）
- Latin American Mortality Database (LAMBdA) （页面存档备份，存于）